# Gilbert Trần Chánh Chiếu

Chân dung Trần Chánh Chiếu

Trần Chánh Chiếu (1868-1919), còn gọi là Gibert Trần Chánh Chiếu (gọi tắt là Gibert Chiếu), hiệu Quang Huy, biệt hiệu Đông Sơ, các bút danh: Kỳ Lân Các, Nhựt Thăng, Thiên Trung, Mộng Trần; là nhà văn, nhà báo và là nhà cải cách tại Việt Nam.

## Tiểu sử
Trần Chánh Chiếu sinh trưởng trong một gia đình giàu có ở làng Vân Tập (sau đổi tên là Vĩnh Thanh Vân), tỉnh Rạch Giá (nay là tỉnh Kiên Giang). Cha ông là Trần Thọ Cửu, một hương chức trong làng. Từ nhỏ, Trần Chánh Chiếu đã được lên Sài Gòn học ở Trường trung học d’Adran. Sau khi tốt nghiệp, ông được bổ về làm giáo học rồi làm thông ngôn cho Tham biện (chủ tỉnh) Rạch Giá.
Với vị thế của mình, ông tiến hành khẩn hoang ở vùng Tràm Chẹt thuộc huyện Giồng Riềng, tự thiết kế và xây cất phố xá ở chợ Rạch Giá và trở thành triệu phú lúc bấy giờ. Khoảng thời gian này, ông được bổ hàm Đốc phủ và được nhập quốc tịch Pháp (kể từ đây ông có tên mới là Gibert Trần Chánh Chiếu, gọi tắt là Gibert Chiếu). Sau đó, ông xin thôi việc về làm xã trưởng xã Vĩnh Thanh Vân.
Năm 1900, Gibert Chiếu bán đi một phần gia sản, lên Sài Gòn làm báo và tham gia phong trào duy tân yêu nước. Ở đây, ông kết thân với các nhân sĩ yêu nước, như Bùi Chí Nhuận , Nguyễn An Khương, Nguyễn Thần Hiến, Nguyễn Quang Diêu, Đặng Thúc Liêng, Lương Khắc Ninh, Trương Duy Toản...
Năm 1906, ông thay Lương Khắc Ninh làm chủ bút tờ Nông Cổ mín đàm (Trong chén trà bàn chuyện nông thương). Nghe tiếng ông là người nhiệt tình yêu nước, Phan Bội Châu lúc bấy giờ đang ở Hương Cảng (Hồng Kông), liền mời sang gặp ông và sang Nhật Bản gặp Kỳ Ngoại hầu Cường Để .
Trở về nước, hưởng ứng lời kêu gọi của Phan Bội Châu, Trần Chánh Chiếu đã vận động nhiều thanh niên sang Nhật Bản học tập theo phong trào Đông Du và phổ biến các tác phẩm yêu nước của cụ Phan.

## Công cuộc Minh Tân
Đồng thời, với vai trò chủ bút tờ tuần báo Lục tỉnh tân văn (lập năm 1907), Trần Chánh Chiếu công khai hô hào duy tân cứu nước, rồi cùng với bạn đồng chí hướng lập Nam Kỳ minh tân công nghệ xã (1908), và nhiều cơ sở kinh tài khác...
Những việc làm của ông được giới điền chủ và giới công chức hưởng ứng nhiệt liệt. Vì vậy, ông bị nhà cầm quyền cử người theo dõi, bị Trần Bá Thọ (làm chức phủ, em ruột Trần Bá Lộc) dòm ngó. Tháng 10 năm 1908 tại Sài Gòn, Trần Chánh Chiếu bị thực dân Pháp bắt giam vì tội có quan hệ với phong trào Đông Du và viết báo chống lại họ. Theo nhà văn Sơn Nam thì có đến 91 người bị bắt trong vụ này .
Tuy nhiên, tờ Lục tỉnh tân văn số 50 ra ngày 29 tháng 10 năm 1908 chỉ loan tin đại khái như thế này: 
Chủ bút Lục tỉnh tân văn đã bị giam cầm vì tội đại ác. Vậy chủ nhơn kính tỏ cùng tôn bằng quý khách đặng rõ rằng bổn quán thiệt vô cùng không hay không biết những việc Chủ bút (Gibert Chiếu) phản bạn, giao thông với người ngoại quốc. Nhà nước cũng cho bổn quán biết nhà nước chẳng chút nào tin dạ trung nghĩa của Gibert Chiếu, cho nên đã có ra lịnh kiềm thúc thám sát (ông) quá đỗi nhặt nghiêm...
Sau, nhờ chí sĩ Phan Văn Trường ở Paris (Pháp) vận động và Chính phủ Nhật can thiệp, tháng 4 năm 1909, ông được thả. Sau đó, ông về Rạch Giá và Mỹ Tho bán hết ruộng đất, phố xá để trả nợ, rồi ở luôn Sài Gòn lập tiệm buôn lấy tiền lời bí mật giúp Phan Bội Châu và Cường Để hoạt động. Năm 1917, ông lại bị tòa án quân sự Sài Gòn bắt giam một lần nữa vì cho ông là người ám trợ Phan Xích Long khởi nghĩa chống Pháp hồi tháng 2 năm 1916. Bị giam một thời gian ông mới được trả tự do.
Ông mất năm 1919 tại Sài Gòn, an táng ở đất thánh họ đạo Tân Định (nay thuộc Quận 1, Thành phố Hồ Chí Minh). Sau khi Gibert Chiếu bị bắt, công cuộc Minh Tân mà ông là người đứng đầu tan rã dần.

## Vinh danh
Ghi công ông, ở Quận 5, Thành phố Hồ Chí Minh có một đường phố và một chợ thương mại đầu mối mang tên Trần Chánh Chiếu.

## Tác phẩm
Tác phẩm của Trần Chánh Chiếu có:
- Minh tân tiểu thuyết (Lời nói vặt về chủ thuyết Minh tân): Tập hợp các bài xã luận của ông viết cho tờ Lục tỉnh tân văn, nhằm kêu gọi đồng bào tham gia cuộc Minh Tân. In năm: ?
- Tiền căn hậu báo: Phỏng dịch tiểu thuyết Comte de Momte-Cristo của Alexandre Dumas, lúc đầu đăng trên Lục tỉnh tân văn (1907), sau được Nhà xuất bản l’Union ở Sài Gòn in năm 1914.
- Hương Cảng nhân vật (Nhân vật Hương Cảng) và Quảng Đông tỉnh thành phong cảnh (Phong cảnh tỉnh thành Quảng Đông): Gồm các bài ký kể lại cuộc du lịch của ông sang Hương Cảng và Quảng Đông, trước đăng trên Lục tỉnh tân văn (1908) sau in thành sách (1911).
- Văn ngôn tập giải (Recuel du langage fleuri): Là sách từ điển giải nghĩa các danh từ mới trong nhiều lĩnh vực sử, địa, khoa học, chính trị, tôn giáo. In năm 1915.
- Lâm Kim Liên: Truyện, do F.H.Schneider xuất bản, 1910.
- Hoàng Tố Oanh hàm oan: Truyện, nhà in Phát Toán xuất bản, 1910.
- Ba người ngự lâm pháo thủ: Dịch truyện Les trois mousquetaires của Alexandre Dumas đăng trên Lục tỉnh tân văn năm 1913.
- Gia Phổ: Dạy viết gia phả, in năm 1917.

Qua các tác phẩm truyện, Trần Chánh Chiếu được coi là nhà văn Quốc ngữ sớm thứ hai sau Nguyễn Trọng Quản.

## Ghi nhận công lao
Trích các nhận xét:
- GS. Trần Văn Giàu:

Trần Chánh Chiếu là người cầm đầu phong trào Minh Tân. Đây là một phong trào chính trị tương đương với phong trào Đông Kinh nghĩa thục, và có mối quan hệ với phong trào Đông Du của Phan Bội Châu.
Chính ông nói rằng lập báo (Lục tỉnh tân văn) ra là để nhằm "biển cải Nam nhân", khuyến khích "người An Nam lo việc thương mãi, học nghề nghiệp mà tranh đua quyền lợi với Chệt (Hoa kiều) với Chà (người Java). Ông Chiếu chẳng những kêu gọi mở cuộc Minh Tân, mà bản thân ông cũng lập hãng, kêu hùn, đồng thời ông cũng kêu gọi mọi người góp sức xây dựng nền quốc văn. Lục tỉnh tân văn, thời Trần Chánh Chiếu có hoạt động thật sự trên mặt văn chương và chính trị...
- Nhà văn Sơn Nam:

Chủ trương của Trần Chánh Chiếu thật rõ rệt là đánh đổ thực dân Pháp, thành lập chế độ quân chủ lập hiến, tôn Cường Để làm vua. Con trai thứ tư của ông là Jules Trần Chánh Tiết được đưa qua học ở Hương Cảng. Đó cũng là lý do để ông xuất ngoại thăm con, nhưng bên trong là liên lạc với các chiến sĩ cách mạng. Ông đã qua Nhật, được Nhật hoàng ban áo cho vợ chồng ông...Ngoài đức tính can đảm, ông còn là người thông minh, biết tận dụng thời thế. Ông khéo tổ chức Minh tân khách sạn tại Mỹ Tho để tập hợp người đồng chí hướng và chọn Sài Gòn làm nơi tranh đấu công khai. Việc nhập Pháp tịch chỉ là vì dân vì nước để tìm tư thế, để che mắt nhà cầm quyền…...
- GS. Trịnh Vân Thanh:

Trần Chánh Chiếu vốn là một người yêu nước, có tinh thần hy sinh cao quý. Đã có lần ông qua tận Hương Cảng gặp nhà cách mạng Phan Bội Châu hội đàm về việc đại sự quốc gia. Chính ông đã đem bản hiệu triệu của cụ Phan về Việt Nam phổ biến trong dân chúng. Ông đã cùng với bạn đồng đồng chí hướng lập Minh Tân công nghệ xã, Minh Tân khách sạn...để dùng làm trụ sở liên lạc với các nhà ái quốc, tránh sự dòm ngó của mật thám Pháp. Để kiến tạo xứ sở và canh tân guồng máy cai trị, ông thường viết bài công kích chính sách cai trị lỗi thời của Pháp. Ông lại hô hào cổ võ việc khuếch trương kinh tế và dùng hàng nội hóa để chấn hưng nền kinh tế quốc gia. Ông cũng chủ trương một nền văn hóa tân tiến hợp với cao trào văn minh phương Tây...
- Từ điển nhân vật lịch sử Việt Nam:

Ngoài là một nhà chính trị, yêu nước, kinh tài, Trần Chánh Chiếu còn là một nhà văn, nhà báo sáng giá của miền Nam Việt Nam vào buổi đầu. Ông đã biết vận dụng ngòi bút của mình vào con đường duy tân cứu nước. Khi ông mất, một nhà nho yêu nước ở Hà Nội là Phan Hữu đã điếu ông bằng một bài thơ trong đó có câu: Quốc tịch mang danh dân Phú Lãng (Pháp) / Thâm tâm vẫn máu họ Hùng Vương 
- GS. Nguyễn Huệ Chi:

Truyện của Gibert Chiếu vẫn theo kết cấu chương hồi như nhiều tiểu thuyết miền Nam trong những năm đầu của thế kỷ 20. Nhưng tác giả đã chú ý đến cách xây dựng tình tiết để cốt truyện bớt dềnh dàng, kể lể, nhân vật và hành động xuất hiện hợp lý, tính cách nhân vật được miêu tả rõ ràng. Câu văn ông mộc mạc, không sa vào biền ngẫu như các nhà văn cùng thời với ông...

## Sách tham khảo
- Trần Văn Giàu, Lược sử Thành phố Hồ Chí Minh trong Địa chí Thành phố Hồ Chí Minh (Tập I). Nhà xuất bản Thành phố Hồ Chí Minh, 1987.
- Sơn Nam, Miền Nam đầu thế kỷ 20-Thiên Địa hội và Cuộc Minh Tân. Nhà xuất bản Trẻ, 2004.
- Trịnh Vân Thanh, Thành ngữ điển tích danh nhân từ điển (Quyển 2). Nhà xuất bản Hồn thiêng, Sài Gòn, 1967.
- Đinh Xuân Lâm-Nguyễn Văn Khánh-Nguyễn Đình Lễ, Đại cương lịch sử Việt Nam (Tập 2). Nhà xuất bản Giáo dục, 2006.
- Nguyễn Huệ Chi, mục từ Trần Chánh Chiếu trong Từ điển văn học (bộ mới). Nhà xuất bản Thế giới, 2004.
- Nguyễn Q. Thắng-Nguyễn Bá Thế, Từ điển nhân vật Việt Nam, mục từ Trần Chánh Chiếu. Nhà xuất bản Khoa học xã hội, 1992.
- Đoàn Lê Giang, Các chiến sĩ Đông Du Nam Kỳ hoạt động ở Nhật Bản. Tham luận đọc tại Hội thảo quốc tế "Nhật Bản và tiểu vùng MeKong" do Trường Đại học Khoa học xã hội & Nhân văn Thành phố Hồ Chí Minh tổ chức ngày 20-30 tháng 10 năm 2010.